# Algehele anesthesie

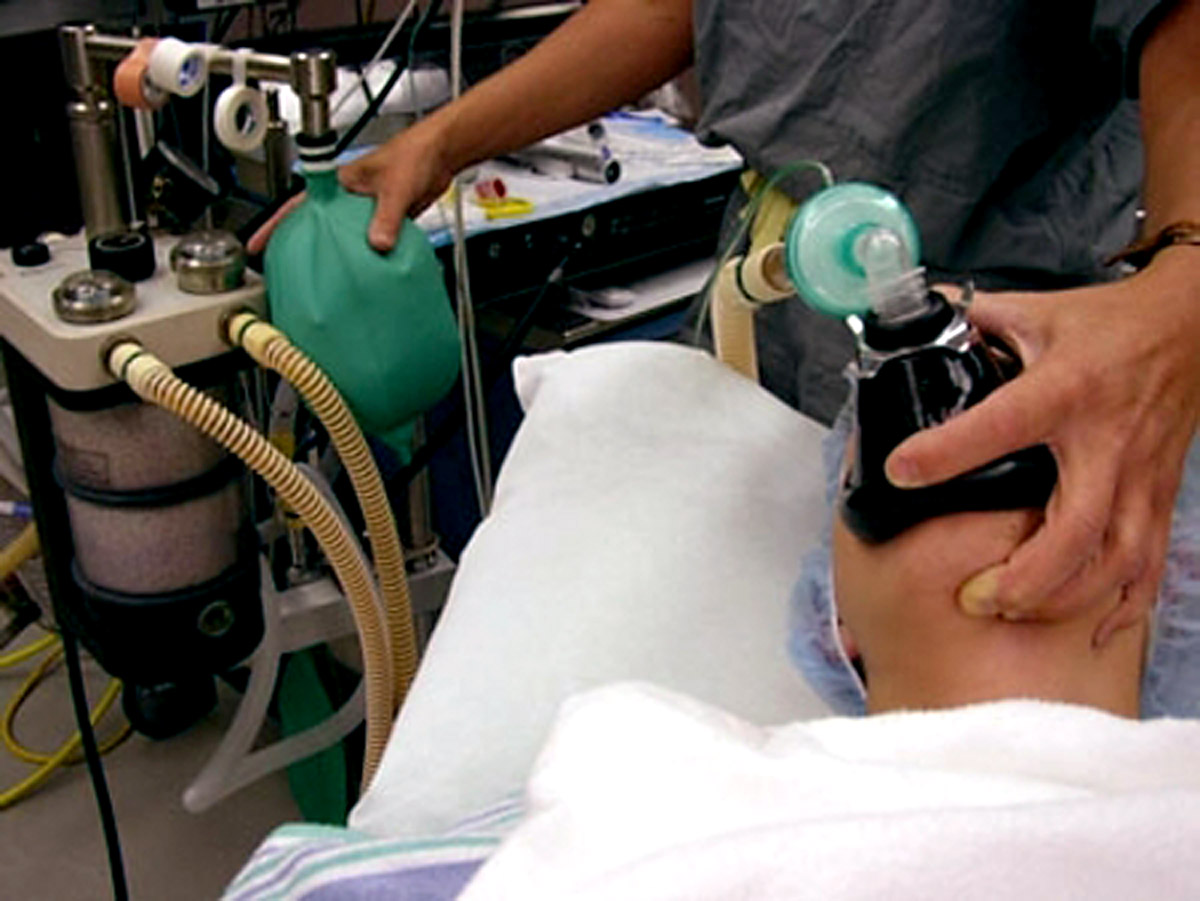
Anesthesie-masker

Algehele anesthesie, of narcose, is die vorm van anesthesie waarbij de patiënt het bewustzijn verliest. Bij de algehele anesthesie worden middelen toegediend die het bewustzijn onderdrukken. Een heel lichte narcose wordt ook wel 'roesje' genoemd.

## Geschiedenis van de anesthesie
Voor 1846 werden operaties zelden met verdoving uitgevoerd. Dit werd mede veroorzaakt door een gebrek aan goede narcosemiddelen. Het waren met name tandartsen die hiernaar op zoek waren, omdat zij nog meer dan andere artsen dagelijks geconfronteerd werden met patiënten met pijn: vaak als bijproduct van hun eigen werk. Een andere reden was dat veelgebruikte methoden, zoals het iemand bewusteloos maken door een klap op het hoofd, een overmaat aan alcohol of verwurging, grote risico’s met zich mee brachten. De pijnstillende werking van distikstofmonoxide (lachgas (N2O)) en di-ethylether (gewone ether) was al in de 18e eeuw bekend; desondanks werden deze stoffen nauwelijks gebruikt.

### Ether en chloroform
De eerste klassieke demonstratie van de effectiviteit van ether vond in het Amerikaanse Massachusetts General Hospital in 1846 plaats. Patiënt Gilbert Scott Abbott zou door chirurg Warren worden geopereerd. De narcose met behulp van ether werd toegediend door tandarts en geneeskundestudent William Morton uit Boston. Morton had ervaring opgedaan met zowel lachgas als ether door te experimenteren op zichzelf en dieren. Ether leek hem het betere middel. Het werd toegediend door het te sprenkelen op een kapje van stof dat mond en neus van de patiënt bedekte. Vervolgens deed hij een aanvraag om en plein public in een ziekenhuis te demonstreren dat ether geschikt was voor algehele anesthesie. De operatie was begonnen. De patiënt vertoonde geen tekenen van pijn, maar was in leven en ademde. Na afloop van de operatie richtte de chirurg zich tot het verbijsterde publiek en deed de beroemde uitspraak: “Gentlemen, this is no humbug.” (“Heren, dit is geen bedrog.”) Binnen een maand werd ether al op meerdere plaatsen in de Verenigde Staten en Engeland gebruikt. In 1847 introduceerde de Schot James Simpson een volgend narcosemiddel: chloroform. Voordeel van dit middel was dat het niet zo brandbaar was als ether en beter rook. In Groot-Brittannië bleef men nog zeker 100 jaar lang chloroform gebruiken, hoewel er vaak patiënten door kwamen te overlijden vanwege het kleine verschil tussen werkzame en dodelijke dosis.

### Andere middelen
De Amerikaanse tandarts Horace Wells experimenteerde met distikstofmonoxide (lachgas). Hij kwam op het idee toen hij tijdens een podiumshow merkte dat een deelnemer die lachgas had gekregen en zich verwondde geen pijn voelde. In 1845 wilde Wells de effectiviteit aantonen met een demonstratie in het Massachusetts General Hospital. De patiënt schreeuwde het echter uit tijdens de ingreep; de demonstratie was dus een mislukking. In 1863 werd lachgas opnieuw geïntroduceerd door ondernemer, showman en deels opgeleid arts Gardner Colton. Lachgas, al dan niet gecombineerd met zuurstof, wordt in diverse landen, waaronder de VS, nog steeds op grote schaal gebruikt.
In 1929 ontdekten Amerikaanse chemici per ongeluk de verdovende eigenschappen van cyclopropaan. Dit middel werd de komende dertig jaar veel gebruikt.
De oude narcosemiddelen waren bijzonder brandbaar. Gecombineerd met de toenemende hoeveelheid elektrische apparatuur in operatiekamers gingen Britse onderzoekers op zoek naar veiliger middelen. Revolutionair is de ontdekking van halothaan en aanverwante verbindingen in 1956. In Nederland wordt begin 21e eeuw met name sevofluraan en in mindere mate isofluraan en desfluraan toegepast.

### Narcoseapparaat
Eind 19e eeuw raakte men geïnteresseerd in apparaten voor het toedienen van zuurstof voor de beademing, gecombineerd met een narcosemiddel. Sinds 1885 was het mogelijk om gassen in cilinders op te slaan. In 1888 ontwikkelde de Duitser Johann Heinrich Dräger een drukregelaar voor bierpompen die kon worden gebruikt om gassen gecontroleerd uit hun cilinder te laten komen. Samen met zijn zoon en de arts Otto Roth bouwde hij in 1901 het eerste narcoseapparaat voor chloroform en zuurstof. In 1934 vervaardigde de firma Linden uit Rotterdam het eerste lachgasapparaat.

## Moderne anesthesie
De moderne anesthesie onderscheidt voor de toepassing van algemene anesthesie drie pijlers: bewustzijnsverlaging, pijnbestrijding en spierverslapping. Voor deze drie pijlers worden verschillende medicijnen (of farmaca) gebruikt, elk voor een ander effect, maar soms zijn de effecten overlappend of elkaar zelfs versterkend. We onderscheiden algemene anesthesiemiddelen (anesthetica of hypnotica), pijnstillers (meestal op morfine gelijkende middelen, opiaten of opioïden) en spierverslappers. De anesthesiemiddelen kunnen intraveneus (in de aderen) worden ingespoten of worden ingeademd (inhalatie). Ook combinaties van deze toedieningsvormen en loco regionale technieken (zoals spinale anesthesie) worden breed toegepast.
Het proces van de anesthesie bestaat uit drie onderdelen: de patiënt buiten bewustzijn brengen (de inleiding of inductie), de periode waarin de operatie plaatsvindt (het onderhouden van de anesthesie) en het wakker worden (uitleiding).
Om de patiënt onder anesthesie te brengen kan van verschillende methoden gebruik worden gemaakt. Bij volwassenen wordt de narcose vaak 'ingeleid' door het geven van een intraveneuze dosis van een anestheticum zoals propofol of etomidaat, waarna voor het onderhouden van de narcose een inhalatie-anestheticum (dampvormig) kan worden gebruikt gecombineerd met analgetica. Bij kleine kinderen wordt de algehele anesthesie bijna altijd 'ingeleid' door het laten inademen van een dampvormig-mengsel via een 'kapje'. Men gebruikt hiervoor dampvormige anesthetica. Vroeger werd hiervoor gebruikgemaakt van chloroform, hetgeen vanwege de toxische eigenschappen werd vervangen door ether. Lachgas is sporadisch nog in gebruik, (in veel ziekenhuizen is het gebruik van lachgas zeker buiten de OK afgeschaft, omdat het bijwerkingen had op het personeel), meestal gemengd met een van een aantal andere mogelijke dampen zoals sevofluraan, desfluraan of isofluraan. Hierbij worden nog steeds intraveneus pijnstillende farmaca gegeven, zoals sufentanil, fentanyl of remifentanil en spierverslappende medicamenten, zoals succinylcholine (kortwerkend middel) of vecuronium, cisatracurium, rocuronium (middellang werkend) of pancuronium (langwerkend) .

### Beademing
De toepassing van algehele anesthesie gaat vaak gepaard met beademing omdat de sterke anesthesiemiddelen vaak leiden tot onderdrukking van de ademprikkel en omdat bij gebruik van spierverslapping de eigen ademhalingsspieren van de patiënt verlamd zijn. Daarnaast moeten er veiligheidsmaatregelen worden genomen om de luchtweg vrij te houden en om te voorkomen dat inhoud van de maag (passief) in de longen loopt. Daarom wordt vaak intubatie toegepast: een buis (endotracheale tube) wordt ingebracht tot nét voorbij de stembanden en er wordt een ballonnetje om de tube ('cuff' of manchet) opgeblazen die rond het uiteinde zit. Hierdoor wordt de luchtweg afgesloten en vindt beademing via de buis plaats. Met zo'n beademingsbuis zijn veel operaties mogelijk die anders onmogelijk zouden zijn (bijvoorbeeld hart- en longoperaties). Regelmatig wordt een alternatief hiervoor gebruikt waarbij een speciale buis net boven de stembanden wordt geplaatst en de ballon boven de stembanden blijft (larynxmasker).

### Apparatuur
Toepassing van anesthesie vindt plaats onder uitgebreide bewaking (monitoring) met apparatuur, zoals elektrocardiografie, automatische bloeddrukmeting, het meten van het zuurstofgehalte in het bloed (pulse-oxymetrie), plethysmografie, de concentratie van in- en expiratoir zuurstof, lachgas, koolzuurgas en inhalatie-anesthesiemiddelen in het beademingmensel, de temperatuur en eventueel hersenactiviteit. Indien nodig worden nog meer lichaamsfuncties gemeten. Bij geselecteerde ingrepen worden zo nodig transoesofageale echo, continue cardiale output en meting van drukken op diverse plaatsen in/rond het hart door middel van een pulmonaliskatheter of Swan Ganz-katheter verricht.

### Veiligheid
De kans op overlijden als gevolg van toepassing van algehele anesthesie is ongeveer 1 op 100.000. De belangrijkste bijwerkingen na anesthesie zijn misselijkheid (10-30%), braken (<10%) en keelpijn (veroorzaakt door de intubatie). Een zeldzame, maar levensbedreigende complicatie bij mensen die er gevoelig voor zijn is maligne hyperthermie.
Een zeer zelden voorkomende situatie is 'awareness'. Dit is het geval wanneer de patiënt door de spierverslapping niet in staat is te reageren, maar ondanks de anestetica en pijnstilling toch een mate van bewustzijn heeft en/of pijn ervaart. Men is hier altijd op bedacht en dit gaat vrijwel altijd gepaard met afwijkende meetresultaten (o.a. verhoogde bloeddruk, versnelde hartslag, hypercapnie en verhoogd zuurstof gebruik). 
De laatste jaren zijn er steeds meer zorgen ontstaan over het risico op hersenbeschadiging door algehele anesthesie, met name bij jonge kinderen. Zo blijkt uit Amerikaans onderzoek dat meerdere malen onder anesthesie gaan gedurende de eerste twee levensjaren, de kans op leerproblemen later verdubbelt. Uit ander Amerikaans onderzoek is gebleken dat de kans op ontwikkelings- en gedragsstoornissen met 60% toeneemt als er voor de leeftijd van 3 jaar een narcose plaatsvindt.
De anesthesie is een uitermate belangrijk onderdeel van een operatie en wordt door een anesthesieteam dat bestaat uit een universitair opgeleid medisch specialist, de anesthesioloog en een CZO opgeleide anesthesiemedewerker, toegediend. De anesthesioloog zorgt allereerst (een of meer dagen vóór de operatie) voor een algehele medische keuring. De patiënt wordt in de westerse geneeskunde op vele niveaus en manieren bewaakt. Hierdoor is de veiligheid van operatieve ingrepen in de laatste honderd jaar enorm toegenomen. Men zegt wel dat de autorit naar het ziekenhuis gevaarlijker is dan de anesthesie, althans als de patiënt overigens gezond is, want bij mensen met ernstige hart- of longaandoeningen blijft anesthesie een toestand met een flink verhoogd risico.

### Verwarring met slaap
Vaak, met name als narcose wordt uitgelegd aan jonge kinderen die geopereerd gaan worden, wordt een narcose uitgelegd als een (diepe) slaap. Dit is echter niet juist. Een belangrijk verschil tussen slaap en algehele anesthesie is dat bij slaap de patiënt wakker wordt door bijvoorbeeld pijn en lawaai, bij algehele anesthesie ontbreken de reflexen.
Ook droomt een patiënt niet onder algehele narcose. Mocht een patiënt zich dromen herinneren, zijn dit dromen uit de normale slaap, die vaak plaatsvindt vlak nadat de algehele anesthesie is uitgewerkt.